# کوریسو (شهرستان هیو)
کوریسو (به لاتین: Kurisu) یک منطقهٔ مسکونی در استونی است که در شهرستان هیو واقع شده‌است. کوریسو ۳۵ نفر جمعیت دارد.